# 加夫尔
加夫尔（法語：Gâvres，法語發音：[ɡavʁ]）是法国莫尔比昂省的一个市镇，属于洛里昂区。

## 地理
加夫尔（47°41'40"N, 3°21'14"W）面积1.88 平方千米，位于法国布列塔尼大區莫尔比昂省，该省份为法国西北部沿海省份，位于布列塔尼半岛南部，北起阿摩尔滨海省、西接菲尼斯泰尔省，南濒大西洋，东南接大西洋卢瓦尔省，东临伊勒-维莱讷省。
与加夫尔接壤的市镇（或旧市镇、城区）包括：普卢伊内克。

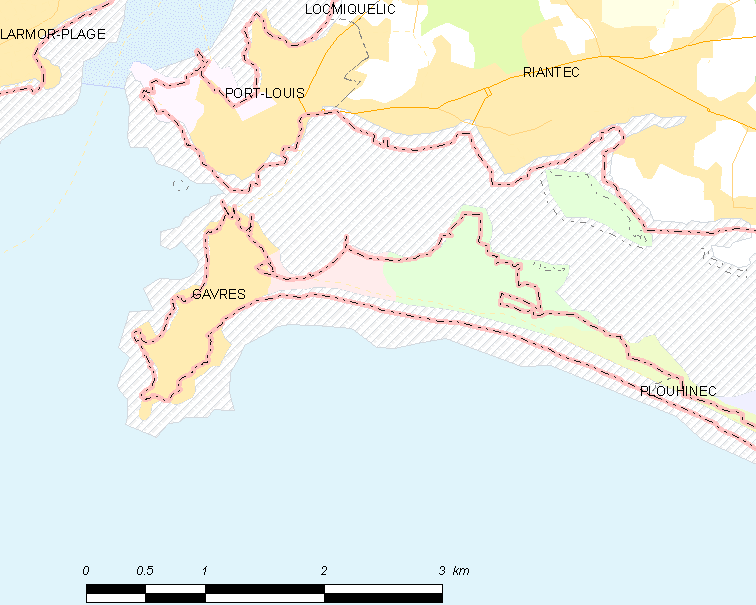
加夫尔的OSM定位图

加夫尔的时区为UTC+01:00、UTC+02:00（夏令时）。

## 行政
加夫尔的邮政编码为56680，INSEE市镇编码为56062。

## 政治
加夫尔所属的省级选区为普吕维涅县。

## 人口

1962-2008年间加夫尔人口变化图示

加夫尔于2022年1月1日时的人口数量为685人。